# Tolulope Arotile
Tolulope Arotile, née le 13 décembre 1995 et morte le 14 juillet 2020 au Nigéria est une aviatrice et militaire nigériane et première femme pilote d'hélicoptère de combat dans l'histoire des forces armées nigérianes

## Biographie
Tolulope Arotile, née le 13 décembre 1995 et morte le 14 juillet 2020 au Nigéria est une aviatrice et militaire nigériane, première pilote d'hélicoptère de combat dans l'histoire des forces armées nigérianes.
Diplômée de la Nigerian Defence Academy (en) en 2017, après une formation complémentaire au pilotage d'hélicoptères en Afrique du Sud et en Italie, elle est officiellement pilote d'hélicoptère de combat à partir d'octobre 2019, et est engagée dans des opérations contre Boko Haram.

## Décès
Elle est tuée dans un accident de la circulation automobile sur la base aérienne de Kaduna en juillet 2020. Sa mort suscite une grande émotion au Nigéria ; le président nigérian Muhammadu Buhari fait son éloge, saluant son courage et ses compétences. Elle est enterrée le 23 juillet 2020 au cimetière militaire d'Abuja.